# Elecciones legislativas de Ecuador de 1947
Las elecciones legislativas de Ecuador de 1947 se celebraron ese año para elegir ambas Cámaras (Senado y Diputados) de Ecuador, tras la entrada en vigencia de la Constitución de 1946, para ejercer el período legislativo 1948-1952.
Los Senadores fueron electos para período de 4 años, comprendiendo 1948 a 1952, mientras que los diputados a períodos de 2 años, de 1948 a 1950. 
Esta legislatura tuvo la particularidad que, acorde a la Constitución de la época, fue convocada en septiembre de 1947 de forma anticipada, para ejercer funciones transitorias, tras retomarse el orden constitucional luego del golpe de estado de 1947 realizado por Carlos Mancheno a José María Velasco Ibarra. 
Sus funciones en 1947 fueron elegir a un nuevo vicepresidente tras la asunción presidencial del vicepresidente Mariano Suárez Veintimilla, y luego elegir nuevamente un vicepresidente tras la renuncia de este y la asunción de Carlos Julio Arosemena Tola.
Se eligieron 107 legisladores en total, necesitándose 54 votos para mayoría del Congreso en pleno.

## Senadores
45 Senadores, 23 para mayoría de la Cámara del Senado.

### Provinciales
33 Senadores provinciales
| Provincia             | Senador                           |
| --------------------- | --------------------------------- |
| Carchi                | Darío Egas Grijalva               |
| Carchi                | Julio Fernández de Córdova Rivera |
| Imbabura              | Luis Alberto de la Torre Moreno   |
| Imbabura              | Víctor Manuel Guzmán Mera         |
| Pichincha             | Galo Plaza Lasso                  |
| Pichincha             | Jorge Carrera Andrade             |
| Cotopaxi              | Manuel Villacís Silva             |
| Cotopaxi              | José Cornelio Varea Donoso        |
| Tungurahua            | Juan León Mera Iturralde          |
| Tungurahua            | Eduardo Miño Cabezas              |
| Chimborazo            | Julio Teodoro Salem Gallegos      |
| Chimborazo            | Octaviano Marchán Ramírez         |
| Bolívar               | Jaime Chávez Ramírez              |
| Bolívar               | Alberto Flores González           |
| Cañar                 | Miguel Heredia Crespo             |
| Cañar                 | Andrés F. Córdova Nieto           |
| Azuay                 | Octavio Chacón Moscoso            |
| Azuay                 | Manuel A. Corral Jáuregui         |
| Loja                  | Darío Virgilio Palacios Arízaga   |
| Loja                  | Guillermo Eguiguren Riofrío       |
| El Oro                | Colón Serrano Murillo             |
| El Oro                | Manuel María Romero Sánchez       |
| Guayas                | Teodoro Maldonado Carbo           |
| Guayas                | Alfonso Arzube Villamil           |
| Los Ríos              | Gilberto Miranda Naranjo          |
| Los Ríos              | Mauro Velásquez Cevallos          |
| Manabí                | Oswaldo Loor Moreira              |
| Manabí                | Armando Espinel Mendoza           |
| Esmeraldas            | César Plaza Monzón                |
| Esmeraldas            | Alberto Andrade Cevallos          |
| Napo Pastaza          | Pío Jaramillo Alvarado            |
| Santiago Zamora       | Manuel Granja Cevallos            |
| Archipiélago de Colón | Rubén Palacio García              |

### Funcionales
12 Senadores funcionales.
| Función                               | Senador                          |
| ------------------------------------- | -------------------------------- |
| Educación Pública                     | Julio Enrique Paredes Cevallos   |
| Periodismo e Instituciones Culturales | Jaime Chávez Granja              |
| Educación Particular                  | José María Pérez Echanique       |
| Agricultura de la Sierra              | César Augusto Durango Montenegro |
| Agricultura de la Costa               | Abel Gilbert Pontón              |
| Comercio de la Sierra                 | Gonzalo Ruiz Calisto             |
| Comercio de la Costa                  | Antonio Mata Martínez            |
| Industria de la Sierra                | Carlos A. Guerrero Cruz          |
| Industria de la Costa                 | Víctor Manuel Janer Fernández    |
| Trabajadores de la Sierra             | Jorge Maldonado Cornejo          |
| Trabajadores de la Costa              | Pedro Saad Niyaim                |
| Fuerza Publica                        | Obdulio Serrano Benítez          |

## Diputados
62 diputados, 32 votos para mayoría de la Cámara de Diputados.
| Provincia             | Diputado                           |
| --------------------- | ---------------------------------- |
| Carchi                | Emilio Landázuri Burgos            |
| Carchi                | Dario Landázuri Correa             |
| Carchi                | Alfonso Romo Dávila                |
| Imbabura              | Luis Fernando Merlo                |
| Imbabura              | Rafael Suárez Veintimilla          |
| Imbabura              | Jorge Gómez Andrade                |
| Pichincha             | Benjamín Carrión Mora              |
| Pichincha             | Jorge Villagómez Yépez             |
| Pichincha             | Carlos Andrade-Marín Malo          |
| Pichincha             | Jorge Mantilla Ortega              |
| Pichincha             | Luis Alfonso Ortiz Bilbao          |
| Cotopaxi              | Enrique Bustamante                 |
| Cotopaxi              | José Gabriel Terán Varea           |
| Cotopaxi              | Alejandro Paz Maldonado            |
| Cotopaxi              | Byron Subía Toro                   |
| Tungurahua            | Luis Alberto Vaca Moncayo          |
| Tungurahua            | Julio Vela Suárez                  |
| Tungurahua            | Jorge Vicente Álvarez Saa          |
| Tungurahua            | Alberto Salgado Vásconez           |
| Chimborazo            | Gregorio Ormaza Eguez              |
| Chimborazo            | Humberto Ordóñez Pinos             |
| Chimborazo            | Pompeyo Montalvo Montero           |
| Chimborazo            | Gonzalo Dávalos Valdivieso         |
| Chimborazo            | Bolívar Chiriboga Baquero          |
| Bolívar               | Ramón A. Ulloa Real                |
| Bolívar               | Carlos B. Gaibor                   |
| Bolívar               | León Benigno González              |
| Cañar                 | Francisco Monsalve Pozo            |
| Cañar                 | Miguel Ernesto Domínguez Ochoa     |
| Cañar                 | Gonzalo Martínez Muñoz             |
| Azuay                 | Nicolás Crespo Ordóñez             |
| Azuay                 | Tarquino Martínez Borrero          |
| Azuay                 | Cornelio Malo Crespo               |
| Azuay                 | Ignacio Loyola                     |
| Azuay                 | Leopoldo Dávila Córdova            |
| Loja                  | Carlos Alberto Palacios Riofrío    |
| Loja                  | Alfonso Villacrés Moscoso          |
| Loja                  | Segundo Virgilio Guerrero Espinosa |
| El Oro                | José Corsino Cárdenas Batallas     |
| El Oro                | Julio Bienvenido Gallardo Añazco   |
| El Oro                | Nelson Reyes Andrade               |
| Guayas                | Augusto Alvarado Olea              |
| Guayas                | Alberto Wither Navarro             |
| Guayas                | Teodoro Alvarado Garaicoa          |
| Guayas                | Enrique Gil Gilbert                |
| Guayas                | Agustín Freile Núñez               |
| Los Ríos              | Jorge Wagner Gilbert               |
| Los Ríos              | Víctor Carvajal Huerta             |
| Los Ríos              | Gabriel León Aspiazu               |
| Manabí                | Isidoro Lara Cevallos              |
| Manabí                | Absalón Tola Barcia                |
| Manabí                | Alberto Escobar Guerra             |
| Manabí                | Miguel Loor Alcívar                |
| Manabí                | Atanasio Santos Chávez             |
| Esmeraldas            | Julio Plaza Ledesma                |
| Esmeraldas            | Domingo Sampietro Vega             |
| Esmeraldas            | Diómedes Mercado Ortiz             |
| Napo Pastaza          | Guillermo Alárcon F.               |
| Napo Pastaza          | Nicolás Kingman Riofrío            |
| Santiago Zamora       | Julio A. Montalvo Ricaurte         |
| Santiago Zamora       | César Ullauri Sacoto               |
| Archipiélago de Colón | Cornelio Izquierdo Arízaga         |

Fuente: